# خوسيه ميغيل برييتو
خوسيه ميغيل برييتو (بالإسبانية: José Miguel Prieto)‏ هو لاعب كرة قدم إسباني في مركز الدفاع، ولد في 22 نوفمبر 1971 في البسيط في إسبانيا. شارك مع منتخب إسبانيا تحت 18 سنة لكرة القدم ومنتخب إسبانيا تحت 19 سنة لكرة القدم ومنتخب إسبانيا تحت 21 سنة لكرة القدم. أما مع النوادي، فقد لعب مع إشبيلية أتلتيكو ونادي ألباسيتي ونادي إشبيلية.

## وصلات خارجية
- خوسيه ميغيل برييتو على موقع عالم كرة القدم.نت (الإنجليزية)